# Pakrac (ciudad)
Pakrac es uno de los 42 asentamientos del municipio homónimo y la ciudad donde residen sus autoridades. 
Se encuentra al noroeste de las montañas Psunj, a 128 km al sudeste de Zagreb, capital de Croacia. Su ubicación es la intersección de las antiguas rutas de Barcz (Hungría), Virovitica y Daruvar a Bosnia y de Zagreb a Požega. 

## Geografía
La belleza natural caracteriza su geografía. La localidad se encuentra en un valle surcado por el río Pakra. Su sector oeste está en una zona ondulada y boscosa.

## Organización política
Según el estatuto municipal vigente, aprobado en el año 2013, la ciudad se encuentra enmarcada en la estructura política de la municipalidad homónima.
Como autoridad municipal se encuentran el intendente o alcalde y un consejo municipal integrado por quince miembros a los que se les suman dos de la minoría serbia y uno de la italiana.
Asimismo, la ciudad posee tres comités locales: norte, centro y sur.

## Demografía
La evolución de la población en la ciudad de Pakrac es la que sigue:
Según el censo croata del año 2011, la ciudad posee 4.842 habitantes, de los cuales 2.259 son varones.
Antes de la guerra de 1991/95, la composición étnica de la ciudad era mayormente serbia:
|      | Total | Croatas | Serbios | Musulmanes | Yugoslavos | Otros |
| ---- | ----- | ------- | ------- | ---------- | ---------- | ----- |
| 1971 | 6136  | 2079    | 3040    | 5          | 465        | 547   |
| 1981 | 7361  | 2252    | 2336    | 3          | 2261       | 509   |
| 1991 | 8197  | 3033    | 3514    | 15         | 624        | 1011  |

## Historia
Ver Pakrac - Historia.